# أكوافورموسا
أكوافورموسا ( Arbëreshë Albanian ) هي بلدة ومدينة في مقاطعة كوزنسا في منطقة كالابريا بإيطاليا . منذ العصور الوسطى ، فهي موطن لأقلية Arbëresh ، وهو ما ينعكس في وجود نسر Skanderbeg في شعار النبالة للكون. المدينة هي أيضا مقر الكنيسة الأرثوذكسية Arberesh .

## تاريخيًا
كانت مدينة Acquaformosa في الأصل موقعًا لدير Santa Maria di Sambucina di Luzzi ، الذي تأسست عام 1195 ، ويسكنه عدد قليل من الرهبان الكاثوليك .
في عام 1501 ، وصلت 15 عائلة يبلغ مجموع أفرادها 22 شخصًا من ألبانيا . هاجروا العائلات ، بقيادة مارتينو كاباريلي وبيليجرينو كابو وجورجيو كورتيس ، من وطنهم هربًا من الاضطهاد من قهر المسلمين من الإمبراطورية العثمانية . سعى الألبان للحصول على إذن لبناء مستوطنة دائمة . مُنح الإذن رسميًا في عام 1506 ، في اتفاق تضمّن دفع حبوب لكل رأس ماشية في الإقليم. أول مولود للمستوطنين كان عام 1504.
لا تزال ألقاب العديد من المستوطنين الأصليين تشكل غالبية السكان في Acquaformosa ، وعلى رأسهم Capparelli و Buono.

## لغة
بينما يتحدث سكان Acquaformosa الإيطالية ، لا يزال السكان المحليون يتحدثون بلغة Arbëresh على نطاق واسع. Arbëresh مشتق من الألبانية في القرن الخامس عشر ، كما قيل عندما فر المهاجرون الأصليون من ألبانيا في بداية القرن السادس عشر. تطورت اللغة منذ ذلك الحين ، واستوعبت العديد من العبارات والتعابير الإيطالية ، وهي تختلف اختلافًا واضحًا عن اللغة الألبانية الحديثة.